# 2011 год в сумо
Ниже перечислены основные события профессионального сумо в 2011 году. Ёкодзуна Хакухо выиграл 4 из 5 басё года, доведя победную серию до 7 турниров подряд. Ещё одна победа на счету Харумафудзи.

## Скандалы
В начале февраля 2011 года разгорелся скандал, связанные с договорными матчами. Несколько рикиси и тренеров признались в причастности к таким нарушениям, в итоге 25 сумоистов были признаны виновными и пожизненно дисквалифицированы. В связи с этим мартовский турнир был отменён, чего не происходило c 1946 года.
В октябре глава хэи Наруто-бэя, 59-й ёкодзуна Таканосато, был обвинён в жестоком обращении с воспитанниками. Также ему вменялись в вину незаконные инъекции инсулина легчайшему сэкитори, Таканояме, для наращивания веса. В начале ноября Таканосато умер из-за дыхательной недостаточности.

## Сэкитори на январь 2011 года
| Восток       | Звание         | Запад       |
| ------------ | -------------- | ----------- |
| Хакухо       | Ёкодзуна       |             |
| Кайо         | Одзэки         | Баруто      |
| Котоосю      | Одзэки         | Харумафудзи |
| Кисэносато   | Сэкивакэ       | Котосёгику  |
| Тотиодзан    | Комусуби       | Какурю      |
| Тоёносима    | 1-й маэгасира  | Аминисики   |
| Тотиносин    | 2-й маэгасира  | Ёсикадзэ    |
| Аран         | 3-й маэгасира  | Тамаваси    |
| Хомасё       | 4-й маэгасира  | Токусэгава  |
| Гоэйдо       | 5-й маэгасира  | Асасэкирю   |
| Кёкутэнхо    | 6-й маэгасира  | Гагамару    |
| Такеказе     | 7-й маэгасира  | Тосаютака   |
| Китатайки    | 8-й маэгасира  | Токитэнку   |
| Такамисакари | 9-й маэгасира  | Ваканосато  |
| Миябияма     | 10-й маэгасира | Хакуба      |
| Сётэнро      | 11-й маэгасира | Симотори    |
| Корю         | 12-й маэгасира | Моконами    |
| Окиноуми     | 13-й маэгасира | Котокасуга  |
| Вакакою      | 14-й маэгасира | Кимураяма   |
| Коккай       | 15-й маэгасира | Тоёхибики   |
| Сококурай    | 16-й маэгасира | Тотинонада  |
| Тойодзакура  | 17-й маэгасира |             |

| Восток      | Ранг | Запад       |
| ----------- | ---- | ----------- |
| Кайсэй      | 1    | Кёкунанкай  |
| Касугао     | 2    | Тотиновака  |
| Такаясу     | 3    | Сакаидзава  |
| Бусюяма     | 4    | Масацукаса  |
| Такарафудзи | 5    | Сиронорю    |
| Таманосима  | 6    | Вакатэнро   |
| Саданоуми   | 7    | Саданофудзи |
| Асофудзи    | 8    | Дайдо       |
| Хосикадзэ   | 9    | Какидзоэ    |
| Хотияма     | 10   | Акисэяма    |
| Кийосэуми   | 11   | Ёсиадзума   |
| Хокуторики  | 12   | Нионоуми    |
| Тиёхакухо   | 13   | Фудзиадзума |
| Цуругидакэ  | 14   | Масунояма   |

## Хацу басё
9 — 23 января, 両国国技館, Токио.
Победу в макуути одержал Хакухо (14-1). Сэкивакэ Кисэносато (10-5) и Котосёгику (11-4) получили сюкун-сё и гино-сё соответственно. Тотиодзан (6-9) лишился звания комусуби, которое на следующее басё получил 1-й маэгасира востока Тойоносима (8-7). 11-й маэгасира Симотори (2-13), 15-й Коккай (3-12) и 17-й Тойодзакура (5-10) не смогли удержаться в высшем дивизионе.
В дзюрё победу в дополнительном поединке разыграли обладатели второго ранга дивизиона Касугао и Тотиновака (12-3). Сильнее оказался Касугао, который вместе с противником и обладателем 1-го ранга Кайсэем (8-7) перешли в высший дивизион. Из дзюрё выбыли обладатели 12-го ранга Хокуторики (пропустил турнир) и Нионоуми (5-10), а также 9-й маэгасира Какидзоэ (4-11).
Звания сэкитори добились 2-й макусита Тамаасука (4-3) и 3-и, Масурауми (4-3) и Сагацукаса (5-2). Экс-сэкивакэ Тосаноуми на дохё не вышел, завершив карьеру. Все свои матчи в макусита выиграл обладатель 51-го ранга Мацутани Юя, будущий Сёходзан. Победу в сандаммэ одержал Бякко, в дзёнидане — Гоноуми, в дзёнокути — Икэру.

## Нацу басё
8 — 22 мая, 両国国技館, Токио.
Хару басё был отменён, в мае очередную победу одержал Хакухо (13-2), проигравший две из последних трёх схваток. Один балл ему уступил комусуби Какурю, добившийся звания сэкивакэ. Второй комусуби Тойоносима проиграл в два раза больше схваток, чем выиграл, и лишился звания. Новыми комусуби стали 1-й маэгасира Гоэйдо (11-4) и 6-й, Тотиносин (12-3). Какурю и Гоэйдо получили гино-сё, Тотиносин и выигравший 9 своих первых схваток Кайсэй (10-5) — канто-сё. Сразу семеро сумоистов макуути были дисквалифицированы после скандала с расследованием договорных матчей, и в турнире не стартовали: 1-й маэгасира Токусэгава, экс-комусуби Хакуба, Корю, Моконами, Котокасуга, Сококурай и действующий победитель дзюрё Касугао. Их отставка привела к тому, что никто из участников нацу басё не выбыл из макуути.
Ещё более существенны были последствия дисквалификаций для дзюрё — 10 отчисленных из 28: экс-комусуби Симотори, Хосикадзэ, Масацукаса, Тойодзакура, Сакаидзава, Кёкунанкай, Асофудзи, Вакатэнро, Киёсэуми и Тиёхакухо. Юсё досталось обладателю 12-го ранга Сагацукаса (13-2). Кроме него в макуути пробились Такаясу (8-7), Такарафудзи (9-6), Дайдо (8-7) и Фудзиадзума (9-6).
Таким образом, к июльскому басё в дзюрё оставалось 13 человек, и дивизион требовалось массово доукомплектовать. Всё же из макусита поднялись только 13 рикиси, и контингент второго элитного дивизиона был временно снижен до 26. Обладателю 3-го ранга в макусите хватило даже макэкоси, а 10-го — 4 побед в семи схватках. 13-ю сэкитори стали: Аоияма (5-2), Какидзоэ (3-4), Таканояма (5-2), Камбаяси (4-3), Араваси (3-4), Каонисики (5-2), Мацутани (7-0, юсё), Минами (4-3), Сотайрю (6-1), Мёгирю (4-3), Тиёнокуни (5-2), Мотимару (4-3), Хаманисики (6-1). Юсё с дзэнзё в своих дивизионах одержали Хокутокуни (сандаммэ), Кайнорю (дзёнидан), Хисанотора (дзёнокути).

## Нагоя басё
10 — 24 июля, 愛知県体育館, Нагоя.
Свою второй императорский кубок завоевал Харумафудзи (14-1), обеспечивший титул в предпоследний день победой над Хакухо (12-3). На следующий день Балт (11-4) не позволил Коню добиться дзэнсё. Потерпев в десятый день седьмое поражение, одзэки Кайо объявил о завершении карьеры; впервые за 18 лет японцы остались без соотечественника в старших санъяку. Гоэйдо (5-10) и Тотиносин (6-9) не смогли удержаться в комусуби. Их места заняли 2-й маэгасира Тойоносима (9-6) и 6-й, россиянин Аран (10-5). Сэкивакэ Котосёгику (11-4) получил сюкун-сё, 9-й маэгасира Хомасё (11-4) — канто-сё. Выбыли из макуути 10-й маэгасира Такарафудзи (4-11) и 14-е Такамисакари (3-12) и Тотинонада (6-9).
Места троих неудачников и отставного ветерана заняли шестеро из десяти обладателей пяти первых рангов в дзюрё: Масунояма (11-4), Тамаасука (8-7), Йосиадзума (9-6), Коккай (9-6), Хотияма (9-6) и Таканояма (10-5). Такой же результат как и лидер бандзукэ дзюрё добился третий с конца по ранжиру Мёгирю, который обыграл Масунояму в финале. Из дзюрё выбыли обладатели 8-го ранга Акисэяма (2-13) и Камбаяси (3-12), а также Какидзоэ (1-14) и Араваси (5-10).
Девять путёвок в дзюрё получили Нионоуми (5-2), Кёкусюхо (5-2), Тиёдзакура (5-2), Тиёараси (5-2), Котоюки (4-3), Наоэ (7-0, юсё), Сатояма (5-2), Хокутокуни (5-2) и Хисёфудзи (6-1). Сухие победы в других дивизионах одержали Амуру (сандаммэ), Маэнофудзи (дзёнидан) и Сакумаяма (дзёнокути).

## Аки басё
11 — 25 сентября, 両国国技館, Токио.
До последнего дня первое место делили Хакухо (13-2) и победивший его Котосёгику, однако в последней схватке японец уступил Баруто (10-5). Котосёгику смог утешиться званием одзэки, сюкун-сё и гино-сё. Второй сэкивакэ Кисеносато также выиграл 12 поединков и получил сюкун-сё. Комусуби Аран (5-10) потерял звание, которое с противоположным результатом 10-5 получил 1-й маэгасира Хомасё. 11-й маэгасира запада Гагамару (11-4) получил канто-сё и 3-е звание маэгасиры. Дебютант макуути, 9-й маэгасира востока Масунояма (2-2), повредил в 4-й день голеностоп и выбыл из дивизиона. Следом за ним в дзюрё отправились Ёсиадзума (5-10), Тамаасука (4-11), Тосаютака (4-11), Таканояма (5-10) и Хотияма (5-10).
Мёгирю (13-2) второй раз подряд первенствовал в дзюрё, и на этот раз получил возможность дебютировать в макуути. Вместе с ним на высший уровень поднялись Такарафудзи (9-6), Саданофудзи (8-7), Цуругидакэ (8-7), Мацутани (11-4) и Аоияма (10-3), пропустивший два первых дня. Возможность выступать каждый день на следующем турнире потеряли Каонисики (2-7), Хисёфудзи (4-11), Хаманисики (2-13) и Хитэнрю (5-10).

## Сэкитори на январь 2012 года
| Восток      | Звание         | Запад       |
| ----------- | -------------- | ----------- |
| Хакухо      | Ёкодзуна       |             |
| Баруто      | Одзэки         | Котосёгику  |
| Котоосю     | Одзэки         | Харумафудзи |
|             | Одзэки         | Кисэносато  |
| Какурю      | Сэкивакэ       | Тоёносима   |
| Миябияма    | Комусуби       | Вакакою     |
| Такэкадзэ   | 1-й маэгасира  | Аминисики   |
| Окиноуми    | 2-й маэгасира  | Гоэйдо      |
| Китатайки   | 3-й маэгасира  | Такаясу     |
| Хомасё      | 4-й маэгасира  | Тотиновака  |
| Мёгирю      | 5-й маэгасира  | Тоёхибики   |
| Ёсикадзэ    | 6-й маэгасира  | Кёкутэнхо   |
| Аран        | 7-й маэгасира  | Аоияма      |
| Сёходзан    | 8-й маэгасира  | Тотиодзан   |
| Тотиносин   | 9-й маэгасира  | Дайдо       |
| Токитэнку   | 10-й маэгасира | Гагамару    |
| Фудзиадзума | 11-й маэгасира | Саданофудзи |
| Ёсиадзума   | 12-й маэгасира | Тосаютака   |
| Тиёнокуни   | 13-й маэгасира | Тэнкайхо    |
| Таканояма   | 14-й маэгасира | Сагацукаса  |
| Асасэкирю   | 15-й маэгасира | Кёкусюхо    |
| Кайсэй      | 16-й маэгасира | Нионоуми    |

| Восток      | Ранг | Запад        |
| ----------- | ---- | ------------ |
| Тамаваси    | 1    | Хотияма      |
| Такарафудзи | 2    | Ваканосато   |
| Икиой       | 3    | Масунояма    |
| Коккай      | 4    | Цуругидакэ   |
| Сётэнро     | 5    | Кимураяма    |
| Токусёрю    | 6    | Такамисакари |
| Бусюяма     | 7    | Котоюки      |
| Тотинонада  | 8    | Тамаасука    |
| Кимикадзэ   | 9    | Оивато       |
| Асахисё     | 10   | Масурауми    |
| Хокутокуни  | 11   | Амуру        |
| Сотайрю     | 12   | Токусинхо    |
| Китахарима  | 13   | Тиётайрю     |
| Хомарэфудзи | 14   | Сиронорю     |